# Doce Mel Esporte Clube
Doce Mel Esporte Clube, anteriormente Associação Desportiva Atlanta, é uma agremiação esportiva brasileira fundada em Ipiaú já mudou para Cruz das Almas e atualmente é uma equipe na cidade de Jequié no estado da Bahia. Suas cores são azul, vermelho e branco.

## História

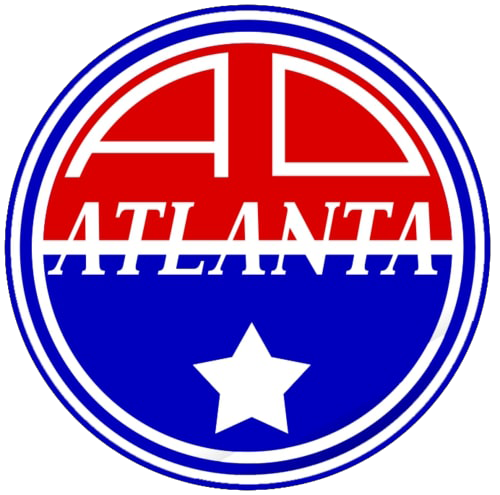
Primeiro escudo do clube.

A Associação Desportiva Atlanta foi fundada em 1 de fevereiro de 1984. Com o nome de Atlanta e sediada em Jequié, a agremiação conquistou o título da 2.ª Divisão do Campeonato Baiano em 1987, chegando à 1.ª Divisão no ano seguinte.
Ao chegar na elite do futebol baiano em 1988, o Atlanta estreou na primeira divisão do Campeonato Baiano no dia 28 de fevereiro, sendo derrotado em casa pela Catuense por 2 a 1.  No primeiro turno, marcou apenas um ponto em cinco jogos. No segundo turno, foram dois pontos em quatro partidas. No terceiro turno, teve sua melhor participação, marcando seis pontos em cinco partidas e chegando ao quadrangular final do turno. No quadrangular final, a equipe perdeu as três partidas: 5 a 0 para o Esporte Clube Bahia, 7 a 2 para o Fluminense de Feira e 1 a 0 para a Catuense. No quarto turno, perdeu as quatro partidas que disputou e acabou rebaixado para a 2.ª Divisão de 1989.
Após o rebaixamento, o Atlanta disputou a 2.ª Divisão até o ano de 1992. Em 1993, abandonou o profissionalismo até 2000, quando retornou na 3.ª Divisão, sem conseguir bons resultados. Em 2008, apoiado pela empresa Doce Mel, da cidade de Ipiaú, voltou ao futebol profissional na 2.ª Divisão. Devido a um tropeço no último jogo contra o Cruzeiro (que era lanterna, estava eliminado e com dois atletas a menos em campo, e mesmo assim conseguiu chegar ao empate com um gol no último minuto de jogo), ficou de fora da fase semifinal.
Após um ano sabático, o Atlanta retornou às atividades em 2010 para disputar a 2.ª Divisão novamente com o apoio da Doce Mel. A princípio, exigiu que o Atlanta jogasse em Ipiaú, mas como o estádio dessa cidade não atendia as exigências da FBF, o Atlanta mandou seus jogos na cidade de Jequié, sede da equipe.
O Atlanta foi adquirido pelo Grupo Doce Mel em 2017 e mudou de nome definitivamente em 2019. Sua sede também mudou de Jequié para a cidade de Ipiaú. Com a mudança, o escudo é alterado, passando a usar as cores do antigo Atlanta.
Em 2019, se sagrou bicampeão da Segunda Divisão baiana ao vencer o Olímpia de Lauro de Freitas, por 3 a 0 no jogo de volta após derrota na ida por 2 a 1. Com o título, garantiu vaga no Campeonato Baiano de 2020, estreando com o novo nome.
Em fevereiro de 2021, confirmou a mudança de sede, se estabelecendo em Cruz das Almas, passando a jogar no estádio Barbosão até 2024, devido o estádio Pedro Caetano ,em Ipiaú, estar em reforma, mas com atrasos, não pôde ser utilizado.
Em 2023 foi rebaixado no Campeonato Baiano.

## Desempenho em competições

### Participações
|  | Participações em 2025 |

| Competição | Competição        | Temporadas | Melhor campanha       | Anos       | P | R |
| Bahia      | Campeonato Baiano | 4          | 8º colocado (2022)    | 2020-2023  |   | 1 |
| Bahia      | Segunda Divisão   | 2          | Campeão (1987 e 2019) | 1987, 2019 | 1 |   |